# Benzil-amin
A benzil-amin szerves vegyület, képlete C6H5CH2NH2. A legegyszerűbb aromás amin, melynek aminfunckiója az oldalláncban található. Szerkezetileg egy C6H5CH2– benzilcsoporthoz kapcsolódó amin funkciós csoportból áll. Színtelen folyadék, szerves kémiai szintézisekben használják.

## Tulajdonságai
Színtelen, a levegőn füstölgő, ammóniára emlékeztető szagú folyadék. Vízzel korlátlanul elegyedik, alkoholban és éterben jól oldódik, vizes oldata lúgos kémhatású.

## Előállítása
A benzil-amint benzonitril hidrogénezésével állítják elő:
Előállítható benzil-klorid ammonolízisével, Gabriel-szintézissel N-benzil-ftálimidből és hidrazinból, benzil-bromidból és acetamidból a kapott amid elbontásával, illetve benzamid (lítium-alumíniumhidriddel végzett) hidrogénezésével is.

## Felhasználása
Rejtett ammóniaforrásként használják, mivel N-alkilezést követően a benzilcsoport hidrogenolízisével eltávolítható:
C6H5CH2NH2  +  2 RBr  →   C6H5CH2NR2  +  2 HBr
C6H5CH2NR2  +  H2  →   C6H5CH3  +  R2NH
Az első lépésben általában bázist használnak a keletkező HBr (vagy más alkilezőszer esetén a megfelelő sav) elnyeletésére
Felhasználják továbbá szerves kémiai szintézisekben, kvaterner ammóniumvegyületek előállításához és rozsdagátlóként is.

## Fordítás
Ez a szócikk részben vagy egészben  a   Benzylamine című angol Wikipédia-szócikk ezen változatának fordításán alapul.  Az eredeti cikk szerkesztőit annak laptörténete sorolja fel. Ez a jelzés csupán a megfogalmazás eredetét és a szerzői jogokat jelzi, nem szolgál a cikkben szereplő információk forrásmegjelöléseként.
Ez a szócikk részben vagy egészben  a   Benzylamin című német Wikipédia-szócikk ezen változatának fordításán alapul.  Az eredeti cikk szerkesztőit annak laptörténete sorolja fel. Ez a jelzés csupán a megfogalmazás eredetét és a szerzői jogokat jelzi, nem szolgál a cikkben szereplő információk forrásmegjelöléseként.